# Tego Calderón
Tegui Calderón Rosario (San Juan, 2 februari 1972), beter bekend als Tego Calderón, is een Puerto Ricaanse rapper en reggaetonartiest. Hij beleefde zijn doorbraak met het album El Abayarde. Tego wordt gezien als een van de grootste en invloedrijkste latinmuzikanten. Hij werkt(e) samen met een grote diversiteit aan muzikanten. Naast het maken van muziek is Tego Calderón tevens als acteur te zien in diverse films.

## Biografie
Op jonge leeftijd verhuisde hij van Puerto Rico naar Miami. Na de middelbare school studeerde Tego slagwerk en speelde hij als drummer in een rockband. Doordat hij in zijn jeugd met verschillende culturen in contact kwam, bestaat zijn huidige muziekstijl uit elementen van onder andere salsa, plena, dancehall, en hiphop.
Van grote invloed is tevens een reis naar Sierra Leone geweest, die hij heeft gemaakt met Raekwon van de Wu-Tang Clan en Paul Wall. De reis werd verfilmd voor een documentaire van VH1 over de diamanthandel getiteld Bling'd: Blood, Diamonds, and Hip-Hop. De ervaringen die hij tijdens deze reis opdeed, deden hem onder meer besluiten geen juwelen meer te dragen.

## Discografie

### Studioalbums
- El Abayarde (2003) (verkochte exemplaren wereldwijd: 300.000)
- The Underdog/El Subestimado (2006)
- El Abayarde Contraataca (2007)
- El Que Sabe, Sabe (2015)

### Compilatiealbums
- El Enemy de los Guasíbiri (2004)
- Gongoli mixtape (2008)

## Filmografie
| Jaar | Titel                  | Rol            | Opmerkingen                             |
| ---- | ---------------------- | -------------- | --------------------------------------- |
| 2007 | Illegal Tender         | Choco          | Filmdebuut                              |
| 2007 | Bling'd: a planet rock | Zichzelf       | VH1 documentaire                        |
| 2009 | Fast & Furious         | Tego           | Cameo samen met Don Omar                |
| 2009 | Los Bandoleros         | Leo            | 20 minuten Bonusfilm van Fast & Furious |
| 2011 | Fast Five              | Tego Leo       | bijrol naast hoofdpersonages            |
| 2012 | Hands of Stone         | Plomo Quiñones | film over bokser Roberto Duran          |

- Biblioteca Nacional de España: XX1539552
- Bibliothèque nationale de France: cb155424991 (data)
- Gemeinsame Normdatei: 135497167
- International Standard Name Identifier: 0000 0001 1440 3909
- Library of Congress Control Number: no2005055688
- MusicBrainz: 6efb297a-d135-4b1b-8c6f-097c9670e647
- Virtual International Authority File: 27377805
- WorldCat: E39PBJrgJ8xWhqPhMRfq84Fh73